# هاو لي
هاو لي (بالإنجليزية: Hao Li)‏ هو عالم حاسوب أمريكي، ولد في 17 يناير 1981 في ساربروكن في ألمانيا.